# Top 20
El Top 20 era un programa semanal de la cadena de videos musicales MTV Latinoamérica. Inició emisiones en octubre de 1993 todos los viernes a las 20:00 horas con repeticiones durante el fin de semana: sábados a las 22:00 horas y domingos a las 12:00 horas hasta el 22 de junio de 2002 en la señal norte y suroeste (esta última renombrada luego señal centro) donde se cambió los sábados a las 12:00 horas, para finalizar como tal el 24 de marzo de 2007 en la señal centro, el 15 de junio de ese mismo año en la señal norte y el 29 de marzo de 2008 en la señal sur, 2 días después fue reemplazado por El 20 para toda Latinoamérica hasta el 26 de diciembre de 2009. El 9 de noviembre de 2019 regresó el Top 20 emitiéndose los sábados a las 13:30 horas en la señal norte y centro, donde había veces que se transmitían los éxitos del momento y otras veces que se veían conteos temáticos, el programa quedó fuera del aire el 28 de agosto de 2021. En la señal sur se emitía desde el 14 de enero de 2019, contando con un nombre similar llamado Tus 20, emitiéndose de lunes a viernes a las 13:30 horas. Los primeros 4 días de la semana se transmiten conteos temáticos ("bien argento", "featurings", "pop stars" y "para el perreo") mientras que los viernes se exhiben "los más votados" de la semana, con repeticiones durante los sábados a las 16:00 horas. El programa llegó a su fin el 24 de junio de 2023.

## Votación
Durante la primera etapa del Top 20 y El 20, el programa consistía en la presentación de los videos en rotación reciente en MTV en un conteo de posiciones donde cada video escalaba o bajaba según el resultado de las ventas, los pedidos y las encuestas hechas por MTV. Mientras que en la segunda etapa del Top 20 y Tus 20, el conteo se basaba en la votación del público a través del sitio web de MTV Latinoamérica.

## Contenido
En sus inicios, el Top 20 estaba enfocado principalmente en el rock y la música alternativa apoyando a bandas como Café Tacuba, Caifanes, Soda Stereo, Los Tres, Molotov, Control Machete, Los Fabulosos Cadillacs, etc., así como a artistas y grupos internacionales donde sí se abarcaba el género pop; tras la regionalización de las señales en 1999 se comenzaron a incluir videos de artistas que antes no se hubiera pensado. En el caso de la señal norte para México comenzó la presencia de artistas como Enrique Iglesias, Luis Miguel, Paulina Rubio, Thalía, Kabah, Belinda, OV7, y Aleks Syntek entre otros, mientras que en la señal sur para Argentina aparecieron artistas como Andrés Calamaro, Illya Kuryaki and the Valderramas, Los Auténticos Decadentes, Attaque 77, Los Pericos, Diego Torres, Catupecu Machu, Babasónicos y Miranda!, entre otros.

## Conductores
A lo largo de los años el Top 20 tuvo diferentes VJs: Alejandro Lacroix, Arturo Hernández, Ruth Infarinato, Leandro O'Brien, Gonzalo Morales, Alfredo Lewin, Corina González Tejedor, siendo Daisy Fuentes la principal en los inicios y Edith Serrano durante los últimos 2 años antes de la regionalización. Tras la regionalización y la entrada de nuevos VJs a través del concurso "Se Busca VJ" en 1999 y 2000, el Top 20 fue conducido en esos años por Carmen Arce y Eduardo "El Pokas" Peñafiel. Durante El 20, fue conducido por Francisco Ortiz en 2008 y al año siguiente por Jerónimo Oriana. Tras el regreso del Top 20 en 2019 en MTV Norte y Centro, al año siguiente fue conducido por Dhasia Wezka hasta 2021.